# Ernie Young
Ernest Wesley "Ernie" Young, född den 8 juli 1969 i Chicago i Illinois, är en amerikansk före detta professionell basebollspelare som tog guld för USA vid olympiska sommarspelen 2000 i Sydney.
Young spelade åtta säsonger i Major League Baseball (MLB) 1994–1999 och 2003–2004. Han spelade för Oakland Athletics (1994–1997), Kansas City Royals (1998), Arizona Diamondbacks (1999), Detroit Tigers (2003) och Cleveland Indians (2004). Totalt spelade han dock bara 288 matcher, i snitt 36 per säsong (av de 162 som varje klubb spelade), med ett slaggenomsnitt på 0,225, 27 homeruns och 90 RBI:s (inslagna poäng). Hans klart bästa säsong var 1996, då han var ordinarie centerfielder för Oakland och hade 19 homeruns och 64 RBI:s. I övrigt spelade han mest i olika farmarklubbar i Minor League Baseball, där han totalt spelade 1 680 matcher med ett slaggenomsnitt på 0,281, 319 homeruns och 1 136 RBI:s.
2002 spelade Young i japanska Nippon Professional Baseball (NPB) för Yokohama Baystars. Sin sista match som proffs spelade han 2007.
Efter spelarkarriären har Young arbetat som tränare i Minor League Baseball.